# Lugi HF
Lugi HF (eller Lund universitet gymnastik & idrætsforening = Lugi) er en skånsk håndboldklub fra byen Lund. Klubbens herrehold vandt det svenske mesterskab i 1980. Dameholdet har været i to mesterskabsfinaler, i 2012 og 2013. Klubben spiller sine hjemmekampe i Sparbanken Skåne Arena, med plads til 3.500.
Spillerdragten er klaretfarvede (bourgogne-farvede) bluser og sorte bukser, 
De har en stor lokal rivalisering med H 43, hvor lokalopgørerne altid er garant for store tilskuermæssige strømninger. H 43 er arbejderklassens klub, mens Lugi er de statslige akademikeres. Den blå farve har gennem årene været symbolet for arbejderklassen, og bourgognerødt for det akademiske. 

## Dametruppen 2020/21
| Målvogtere - 01 Isabella Mouratidou - 12 Hanna Popaja Fløjspillere LW - 07 Beatrice Nilsson - 23 Amanda Andersson - 30 Clara Lerby RW - 10 Albana Arifi Stregspillere - 02 Maja Persson - 08 Ofelia Hallberg - 15 Olivia Löfqvist | Bagspillere LB - 09 Tilda Lilja - 11 Tyra Axnér - 27 Hannah Flodman CB - 05 Emma Ejdrup Navne - 14 Laura Nielsen Hougar RB - 19 Julia Olsson |

## Herretruppen 2020/21
| Målvogtere - 01 Erik magnusen - 12 Victor Hedberg - 20 Sebastian Glemhorn Fløjspillere LW - 22 Axel Andersson - 27 Carl Nilsson RW - 3 Isak Persson Stregspillere - 08 olle - 13 Nikola Stefanovic - 15 Albin Carlsson | Bagspillere LB - 09 Karl Wallinius - 24 Fredrk Olsson - 26 Rasmus Nilsson CB - 14 Casper Käll - 19 Julle (JAZ) 88 Hugo Forsberg RB - 07 Niclas Paradis - 20 Assar Kammenhed - 21 Theo Übelacker - 23 Carl Möllerström |